# Паломничество хасидов в Умань
Пало́мничество хаси́дов в У́мань — паломничество евреев, исповедующих одно из течений иудаизма — хасидизм, а именно брацлавских хасидов.

## Значение паломничества
Все евреи, которые представляют брацлавское течение хасидизма, считают своей обязанностью побывать хотя бы раз в своей жизни на могиле цадика Нахмана. У многих хасидов считается крайне поощрительным посетить могилу цадика Нахмана хотя бы раз в жизни. Лучше всего это делать при праздновании Нового года Рош ха-Шана — они считают, что если они встретят Рош ха-Шана возле его могилы, то следующий год будет очень счастливым для них. Они приезжают в Умань целыми общинами, вместе с детьми. Некоторые хасиды приезжают несколько раз за жизнь, некоторые — ежегодно.
Большое значение паломничество имеет для духовного развития младшего поколения. Детей и подростков берут с собой в Умань для того, чтобы воспитать в них святое отношение к религии. Во время паломничества в Умань хасиды учат мальчиков Торе.

## Ход паломничества

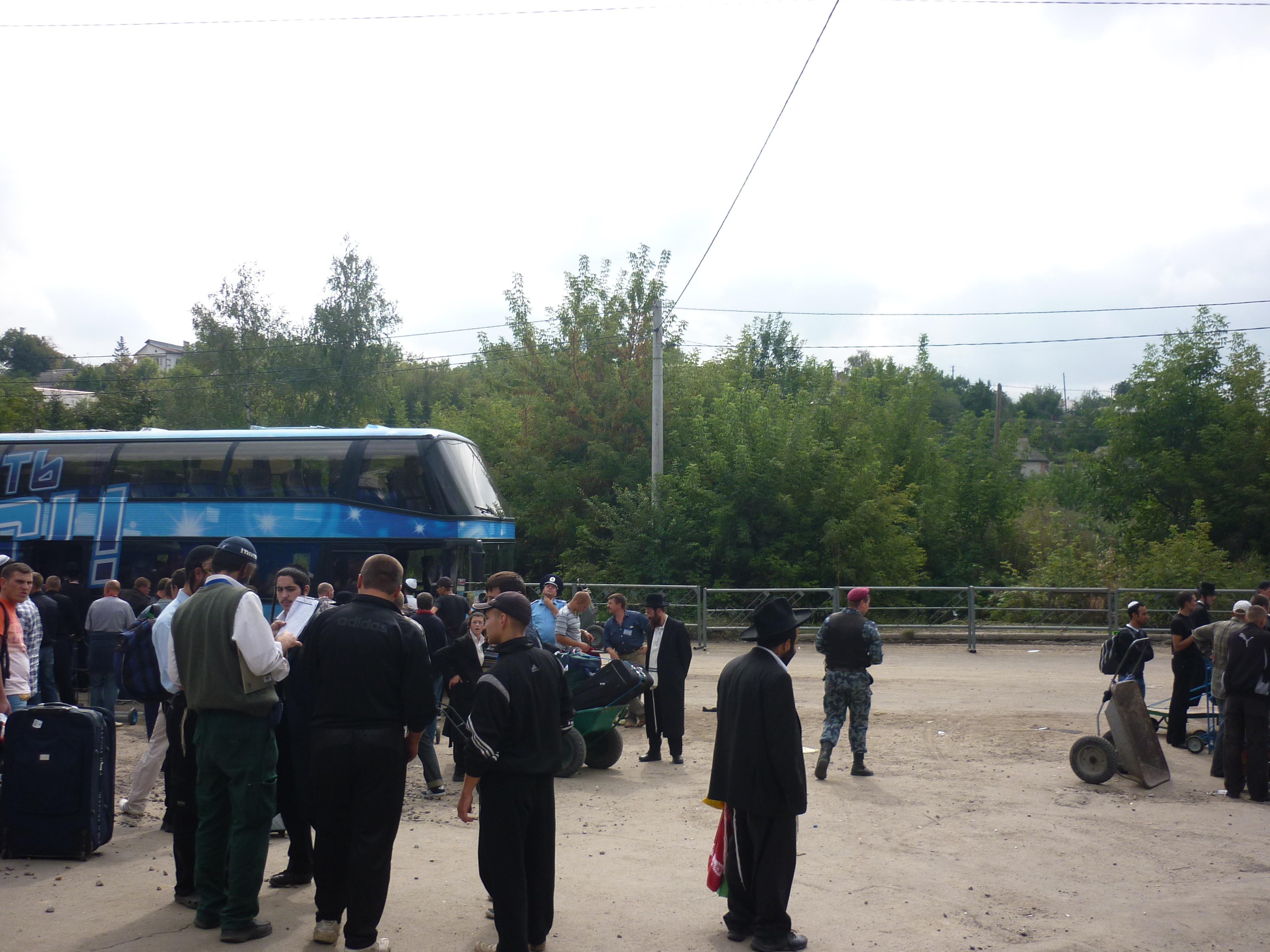
Приезд хасидов в КПП

Первые паломники начинают приезжать в Умань ещё за неделю до Рош ха-Шана, который проходит 2 дня подряд в еврейском месяце тишрей (сентябрь или октябрь). В основном это хасиды с достатком, которые могут себе позволить находиться в Умани более одной недели.
Массовое паломничество начинается примерно за 4 дня до праздника Нового года. Хасиды прибывают автобусами из аэропортов Одессы и Киева в течение этих 4 дней. Автобусы прибывают на улицу Челюскинцев, где формируется своеобразный КПП. Это место тщательно охраняется представителями полиции, патрульной службы и спецподразделений. У приезжих тщательно проверяются документы и наличие запрещённых вещей. Для этого используются представители кинологической службы с собаками. Здесь же собираются и местные жители, которые желают заработать деньги на паломниках. Они предлагают хасидам услуги по перевозке багажа к улице Пушкина, где происходит общий сбор, или же сразу к квартирам или домам, сданным хасидам в аренду на время праздника. Цены на перевозки зависят от размера, количества и веса багажа (в 2010 году они колебались от 0,5 до 2 долларов за единицу багажа).

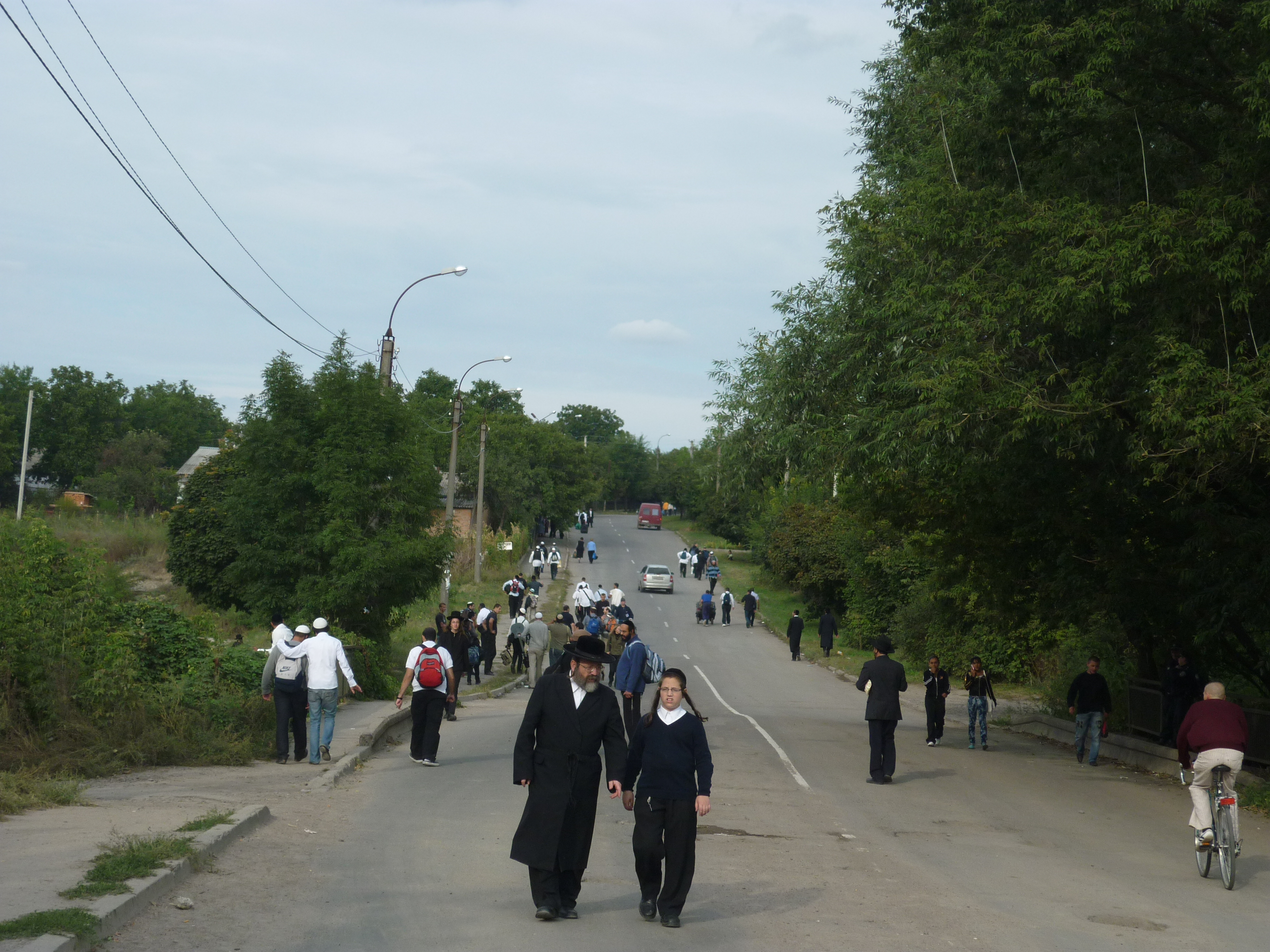
Хасиды идут на Новую Умань

На КПП также находятся представители еврейской организации, которая организовывает их приезд в Умань. Они проводят учёт приезжих и помогают представителям силовых структур с переводом с украинского на идиш. После отметки хасиды двигаются вверх по улице Григория Косынки к улице Пушкина, где они собираются своими общинами. Так как отель, который специально строили для паломников-хасидов, не работает, то все приезжие вынуждены искать себе временное жильё у местных жителей.
Те евреи, которые не имеют средств на поездку в Украину, обращаются за помощью к специальным структурам Израиля, которые занимаются благотворительностью. Они оплачивают проезд общине, предоставляют им продукты и средства на аренду жилья в Умани.
В 2010 году был юбилей цадика Нахмана — 200 лет со дня смерти и с 2010 года между Украиной и Израилем было подписано соглашение о взаимном безвизовом въезде в страну. Благодаря этому ожидалось массовое паломничество хасидов в Украину, однако по некоторым причинам много хасидов так и не попали в Умань. С 2023 года украинскими властями активно обсуждается отмена безвизового режима с Израилем, однако решение так и не было принято.

## Проблемы паломничества

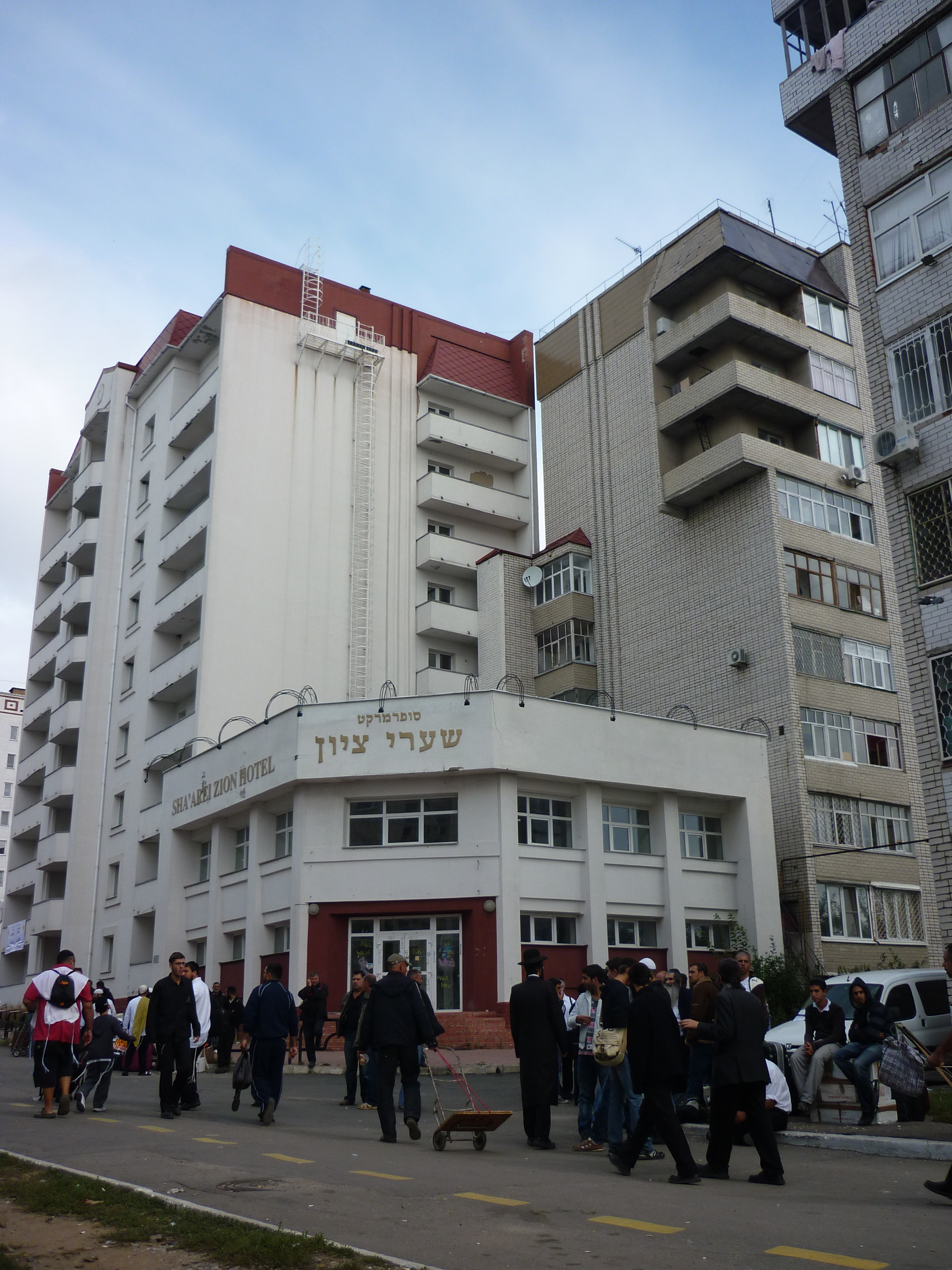
Отель «Шаарей Цион»

Проблемой хасидов является неудобство маршрута. Они прилетают на Украину в аэропорты Киева и Одессы, а затем двигаются автобусами до Умани. Из-за этого они тратят больше времени и денег на путешествие. В начале XXI века Григорий Суркис хотел отремонтировать и переоборудовать уманский аэропорт для осуществления прямых рейсов из Израиля. Однако в конце концов аэродром был демонтирован полностью.
Другой проблемой для паломников является проживание в Умани. Средствами еврейских организаций в городе была построена гостиница «Шаарей Цион», но она не может вместить всех желающих. Позже был построен новый большой дом, который переоборудовали под квартиры местных жителей. Паломники вынуждены самостоятельно или через местных посредников искать себе временное жильё, которое часто оказывается неудобным и излишне дорогим. 
На сегодня[когда?] существует проект строительства в Умани большого паломнического центра, который будет включать в себя отель, синагогу и различные вспомогательные структуры.
Проблемы, связанные с паломничеством хасидов, — это, прежде всего, засоренность города. Во время празднования Нового года городские службы не успевают убирать улицы города, вывозя при этом мусор из урн дважды в день. Кроме этого хасидская организация, которая занимается организацией паломничества в Умань, нанимает местных жителей для того, чтобы они убирали улицы города.
Как отмечают украинские СМИ со ссылкой на официальную власть, количество паломников ежегодно увеличивается, прежде всего, в дни празднования еврейского Нового года. Если в 2007 году их численность составляла 14 787 (хасиды приезжали в Умань из 20 стран мира), в 2008 году — 15 309, в 2009 — 18 806 (из 23 стран), то в 2010 году Умань посетили 23 637 хасидов из 23 стран мира. Количество паломников в 2011 году — более 26 тысяч, в 2012 году — уже более 30 тысяч, в 2013 году — более 40 тысяч паломников, в 2018 году в Умани было уже около ста тысяч хасидов.
Аналитики считают значительный рост количества паломников следствием отмены визового режима.
В 2008 году Израиль выступил с предложением перенести могилу цадика Нахмана в Иерусалим и в случае получения согласия готовы были предоставить высокую финансовую компенсацию.
8 августа 2023 глава МИД Израиля посетил Кишинёв с официальным визитом, одна из заявленных целей которого — подготовка паломничества граждан Израиля на Украину транзитом через Молдавию. В том числе стороны договорились возобновить прямое авиасообщение.